# Rolf Dau
Rolf Dau (Berlin, 1906. április 1. – ?) német tengeralattjáró-kapitány volt a második világháborúban. Egy hajót rongált meg, ennek vízkiszorítása 4803 brt volt.

## Pályafutása
Rolf Dau 1926. április 1-jén csatlakozott a német haditengerészthez. 1933-ban fregatthadnaggyá, 1936. április 1-jén sorhajóhadnaggyá, öt év múlva korvettkapitánnyá, újabb négy év múlva pedig fregattkapitánnyá nevezték ki. 1935. augusztus 31-től egy hónapon át az U–5 iskolahajó parancsnoka volt. 1936. december 28-tól csaknem két éven át az U–31 kapitánya volt, majd megkapta az U–42-t 1939. július 15-én. Egy őrjáratot tett, tengeralattjáróját a Brit Királyi Haditengerészet rombolói elsüllyesztették.

## Összegzés
| Hajója | Parancsnoki szolgálata                     | Őrjáratok száma | Őrjáratok hossza (nap) | Eltalált hajók száma | Eltalált hajók vízkiszorítása (brt) |
| ------ | ------------------------------------------ | --------------- | ---------------------- | -------------------- | ----------------------------------- |
| U–5    | 1935. augusztus 31. – 1936. szeptember 27. | 0               | 0                      | 0                    | 0                                   |
| U–31   | 1936. december 28. – 1938. november 8.     | 0               | 0                      | 0                    | 0                                   |
| U–42   | 1939. július 15. – 1939. október 13.       | 1               | 12                     | 1                    | 4803                                |

## Megrongált hajó
| Búvárhajó | Nap              | Hajó      | Nemzetisége        | Vízkiszorítása (brt) |
| --------- | ---------------- | --------- | ------------------ | -------------------- |
| U–42      | 1939. október 2. | Stonepool | Egyesült Királyság | 4803                 |